# (7126) Cureau
(7126) Cureau (1991 GJ4) – planetoida z grupy pasa głównego asteroid okrążająca Słońce w ciągu 4,8 lat w średniej odległości 2,84 j.a. Odkryta 8 kwietnia 1991 roku.